# Liste des monuments historiques de Saône-et-Loire (M-Z)
Cet article recense une partie des monuments historiques de Saône-et-Loire, en France.
Pour des raisons de taille, la liste est découpée en deux. Cette partie regroupe les communes débutant de M à Z. Pour les autres, voir la liste des monuments historiques de Saône-et-Loire (A-L).
- Haut – A
- B
- C
- D
- E
- F
- G
- H
- I
- J
- K
- L
- M
- N
- O
- P
- Q
- R
- S
- T
- U
- V
- W
- X
- Y
- Z

## Liste
| Monument                                                                                              | Commune                              | Adresse                                         | Coordonnées                                     | Notice                                          | Protection                                      | Date                                            | Illustration                                                                                          |
| --- | ------------------------------------ | ----------------------------------------------- | ----------------------------------------------- | ----------------------------------------------- | ----------------------------------------------- | ----------------------------------------------- | --- |
| | Mâcon                                | Voir Liste des monuments historiques de Mâcon   | Voir Liste des monuments historiques de Mâcon   | Voir Liste des monuments historiques de Mâcon   | Voir Liste des monuments historiques de Mâcon   | Voir Liste des monuments historiques de Mâcon   | Voir Liste des monuments historiques de Mâcon                                                         |
| Église Notre-Dame-de-la-Nativité de Malay                                                             | Malay                                |                                                 | 46° 33′ 57″ nord, 4° 40′ 46″ est                | « PA00113336 »                                  | Classé                                          | 1931                                            | Église Notre-Dame-de-la-Nativité de Malay                                                             |
| Église Saint-Martin d'Ougy                                                                            | Malay                                |                                                 | 46° 34′ 11″ nord, 4° 41′ 58″ est                | « PA00113337 »                                  | Classé                                          | 1929                                            | Église Saint-Martin d'Ougy                                                                            |
| Couvent des Ursulines de Marcigny                                                                     | Marcigny                             |                                                 | 46° 16′ 36″ nord, 4° 02′ 25″ est                | « PA71000054 »                                  | Inscrit                                         | 2010                                            | Couvent des Ursulines de Marcigny                                                                     |
| Église Saint-Nicolas de Marcigny                                                                      | Marcigny                             |                                                 | 46° 16′ 28″ nord, 4° 02′ 30″ est                | « PA00113338 »                                  | Inscrit                                         | 1926                                            | Église Saint-Nicolas de Marcigny                                                                      |
| Hôtel de ville de Marcigny                                                                            | Marcigny                             |                                                 | 46° 16′ 34″ nord, 4° 02′ 30″ est                | « PA00113339 »                                  | Inscrit                                         | 1981                                            | Hôtel de ville de Marcigny                                                                            |
| Maison mitoyenne de la Tour du Moulin                                                                 | Marcigny                             | À côté de la tour du Moulin                     | 46° 16′ 29″ nord, 4° 02′ 35″ est                | « PA00113342 »                                  | Inscrit                                         | 1931                                            | Maison mitoyenne de la Tour du Moulin                                                                 |
| Maison de bois                                                                                        | Marcigny                             | Rue de l'Hôtel-de-Ville                         | 46° 16′ 27″ nord, 4° 02′ 30″ est                | « PA00113341 »                                  | Inscrit                                         | 1931                                            | Maison de bois                                                                                        |
| Maison Cudel de Montcolon                                                                             | Marcigny                             |                                                 | 46° 16′ 33″ nord, 4° 02′ 24″ est                | « PA00113340 »                                  | Inscrit                                         | 1955                                            | Maison Cudel de Montcolon                                                                             |
| Tour du Moulin                                                                                        | Marcigny                             |                                                 | 46° 16′ 29″ nord, 4° 02′ 35″ est                | « PA00113343 »                                  | Classé                                          | 1909                                            | Tour du Moulin                                                                                        |
| Château de Marcilly-la-Gueurce                                                                        | Marcilly-la-Gueurce                  |                                                 | 46° 23′ 31″ nord, 4° 17′ 38″ est                | « PA00125331 »                                  | Inscrit                                         | 1993                                            | Château de Marcilly-la-Gueurce                                                                        |
| Château de Marigny                                                                                    | Marigny                              |                                                 | 46° 40′ 18″ nord, 4° 27′ 29″ est                | « PA00113541 »                                  | Inscrit Classé                                  | 1990 1996                                       | Château de Marigny                                                                                    |
| Domaine du château de Mazoncle                                                                        | Marly-sur-Arroux Oudry               | chemin de Mazoncle                              | 46° 36′ 11″ nord, 4° 09′ 14″ est                | « PA71000100 »                                  | Inscrit                                         | 2024                                            | Image manquante Téléverser                                                                            |
| Domaine de Pont-de-Vaux                                                                               | Marly-sous-Issy                      |                                                 | 46° 43′ 44″ nord, 3° 56′ 00″ est                | « PA71000092 »                                  | Inscrit                                         | 2020                                            | Image manquante Téléverser                                                                            |
| Château de Brancion                                                                                   | Martailly-lès-Brancion               |                                                 | 46° 32′ 49″ nord, 4° 47′ 53″ est                | « PA00113344 »                                  | Classé                                          | 1977                                            | Château de Brancion                                                                                   |
| Croix Bernadotte                                                                                      | Martailly-lès-Brancion               | Molard                                          | 46° 31′ 48″ nord, 4° 48′ 19″ est                | « PA00113345 »                                  | Inscrit                                         | 1929                                            | Croix Bernadotte                                                                                      |
| Croix de Brancion                                                                                     | Martailly-lès-Brancion               | Col de Brancion                                 | 46° 32′ 27″ nord, 4° 48′ 03″ est                | « PA00113346 »                                  | Inscrit                                         | 1929                                            | Croix de Brancion                                                                                     |
| Église Saint-Pierre de Brancion                                                                       | Martailly-lès-Brancion               |                                                 | 46° 32′ 53″ nord, 4° 47′ 45″ est                | « PA00113347 »                                  | Classé                                          | 1862                                            | Église Saint-Pierre de Brancion                                                                       |
| Halles de Brancion                                                                                    | Martailly-lès-Brancion               |                                                 | 46° 32′ 50″ nord, 4° 47′ 47″ est                | « PA00113348 »                                  | Inscrit                                         | 1933                                            | Halles de Brancion                                                                                    |
| Château de Commune                                                                                    | Martigny-le-Comte                    |                                                 | 46° 30′ 24″ nord, 4° 19′ 15″ est                | « PA71000033 »                                  | Classé                                          | 2012                                            | Château de Commune                                                                                    |
| Château de Martigny-le-Comte                                                                          | Martigny-le-Comte                    |                                                 | 46° 31′ 50″ nord, 4° 19′ 56″ est                | « PA00135240 »                                  | Inscrit                                         | 1995                                            | Image manquante Téléverser                                                                            |
| Église Sainte-Euphémie de Martigny-le-Comte                                                           | Martigny-le-Comte                    |                                                 | 46° 31′ 44″ nord, 4° 20′ 02″ est                | « PA00113349 »                                  | Inscrit                                         | 1926                                            | Église Sainte-Euphémie de Martigny-le-Comte                                                           |
| Maison des Bousseaux                                                                                  | Martigny-le-Comte                    | Les Bousseaux                                   | 46° 32′ 45″ nord, 4° 21′ 33″ est                | « PA00135241 »                                  | Inscrit                                         | 1995                                            | Image manquante Téléverser                                                                            |
| Carmel de la Paix                                                                                     | Mazille                              | Chaumont                                        | 46° 23′ 42″ nord, 4° 36′ 10″ est                | « PA71000065 »                                  | Inscrit                                         | 2013                                            | Carmel de la Paix                                                                                     |
| Église Saint-Blaise de Mazille                                                                        | Mazille                              |                                                 | 46° 23′ 49″ nord, 4° 36′ 19″ est                | « PA00113351 »                                  | Classé                                          | 1913                                            | Église Saint-Blaise de Mazille                                                                        |
| Prieuré des Moines                                                                                    | Mazille                              |                                                 | 46° 23′ 42″ nord, 4° 36′ 10″ est                | « PA00113352 »                                  | Inscrit                                         | 1964                                            | Prieuré des Moines                                                                                    |
| Château de Maulevrier                                                                                 | Melay                                |                                                 | 46° 12′ 26″ nord, 3° 59′ 24″ est                | « PA00113545 »                                  | Inscrit                                         | 1991                                            | Château de Maulevrier                                                                                 |
| Borne-colonne de Marloux                                                                              | Mellecey                             | R.D. 78 R.D. 491                                | 46° 48′ 58″ nord, 4° 45′ 08″ est                | « PA00113353 »                                  | Inscrit                                         | 1939                                            | Borne-colonne de Marloux                                                                              |
| Château de Germolles                                                                                  | Mellecey                             |                                                 | 46° 48′ 25″ nord, 4° 45′ 08″ est                | « PA00113354 »                                  | Classé Inscrit                                  | 1989                                            | Château de Germolles                                                                                  |
| Église Saint-Pierre de Mellecey                                                                       | Mellecey                             |                                                 | 46° 48′ 37″ nord, 4° 43′ 46″ est                | « PA00113355 »                                  | Inscrit                                         | 1941                                            | Église Saint-Pierre de Mellecey                                                                       |
| Pont sur l'Orbise                                                                                     | Mellecey                             | Allée du Château Germolles                      | 46° 48′ 25″ nord, 4° 45′ 08″ est                | « PA00113356 »                                  | Inscrit                                         | 1987                                            | Pont sur l'Orbise                                                                                     |
| Borne armoriée du Mont Morin                                                                          | Mercurey Également sur Rully         | Mont Morin                                      | 46° 51′ 18″ nord, 4° 43′ 51″ est                | « PA00113357 »                                  | Classé                                          | 1922                                            | Borne armoriée du Mont Morin                                                                          |
| Église de l'Assomption de Mercurey                                                                    | Mercurey                             |                                                 | 46° 50′ 23″ nord, 4° 43′ 10″ est                | « PA00113358 »                                  | Inscrit                                         | 1941                                            | Église de l'Assomption de Mercurey                                                                    |
| Église Saint-Symphorien de Touches                                                                    | Mercurey                             |                                                 | 46° 49′ 46″ nord, 4° 42′ 55″ est                | « PA00113359 »                                  | Classé                                          | 1913                                            | Église Saint-Symphorien de Touches                                                                    |
| Voie romaine                                                                                          | Mercurey                             |                                                 | 46° 50′ 12″ nord, 4° 42′ 27″ est                | « PA00113360 »                                  | Classé                                          | 1935                                            | Voie romaine                                                                                          |
| Maison à pans de bois                                                                                 | Mervans                              | 4 place du Vieux Marché                         | 46° 48′ 00″ nord, 5° 11′ 25″ est                | « PA00113361 »                                  | Classé                                          | 1913                                            | Maison à pans de bois                                                                                 |
| Château de Messey-sur-Grosne                                                                          | Messey-sur-Grosne                    |                                                 | 46° 38′ 36″ nord, 4° 44′ 33″ est                | « PA00113362 »                                  | Inscrit                                         | 1946                                            | Château de Messey-sur-Grosne                                                                          |
| Église Saint-Jacques-le-Majeur de Milly-Lamartine                                                     | Milly-Lamartine                      |                                                 | 46° 20′ 56″ nord, 4° 41′ 54″ est                | « PA00113363 »                                  | Classé                                          | 1929                                            | Église Saint-Jacques-le-Majeur de Milly-Lamartine                                                     |
| Château de Milly ou Maison de Lamartine                                                               | Milly-Lamartine                      |                                                 | 46° 20′ 57″ nord, 4° 41′ 51″ est                | « PA00113364 »                                  | Inscrit                                         | 1979                                            | Château de Milly ou Maison de Lamartine                                                               |
| Château de Buffières                                                                                  | Montbellet                           |                                                 | 46° 28′ 20″ nord, 4° 52′ 11″ est                | « PA00113561 »                                  | Inscrit                                         | 1992                                            | Château de Buffières                                                                                  |
| Commanderie Sainte-Catherine                                                                          | Montbellet                           | Hameau de Mercey                                | 46° 29′ 02″ nord, 4° 51′ 50″ est                | « PA00113366 »                                  | Inscrit Classé Inscrit                          | 2001 2002                                       | Commanderie Sainte-Catherine                                                                          |
| Dispensaire de la Croix Rouge                                                                         | Montceau-les-Mines                   | 31 rue Jean-Jaurès 2 rue de Chalon              | 46° 40′ 24″ nord, 4° 21′ 53″ est                | « PA71000061 »                                  | Inscrit                                         | 2012                                            | Dispensaire de la Croix Rouge                                                                         |
| École du Centre                                                                                       | Montceau-les-Mines                   | 37 rue Jean-Jaurès                              | 46° 40′ 23″ nord, 4° 21′ 51″ est                | « PA00113546 »                                  | Inscrit                                         | 1991                                            | École du Centre                                                                                       |
| Lavoir des Chavannes                                                                                  | Montceau-les-Mines                   | 40 quai du Nouveau-Port                         | 46° 39′ 37″ nord, 4° 20′ 37″ est                | « PA71000013 »                                  | Inscrit                                         | 2000                                            | Lavoir des Chavannes                                                                                  |
| Maison du syndicat des mineurs                                                                        | Montceau-les-Mines                   | 43 rue Jean-Jaurès                              | 46° 40′ 21″ nord, 4° 21′ 50″ est                | « PA71000060 »                                  | Inscrit                                         | 2012                                            | Maison du syndicat des mineurs                                                                        |
| Monument aux morts                                                                                    | Montceau-les-Mines                   |                                                 | 46° 40′ 33″ nord, 4° 21′ 50″ est                | « PA71000085 »                                  | Classé                                          | 2020                                            | Monument aux morts                                                                                    |
| Église Saint-Pierre-et-Saint-Paul de Montceaux-l'Étoile                                               | Montceaux-l'Étoile                   |                                                 | 46° 21′ 05″ nord, 4° 02′ 42″ est                | « PA00113367 »                                  | Classé                                          | 1893                                            | Église Saint-Pierre-et-Saint-Paul de Montceaux-l'Étoile                                               |
| Église de l'Assomption de Montcenis                                                                   | Montcenis                            |                                                 | 46° 47′ 18″ nord, 4° 23′ 17″ est                | « PA00113368 »                                  | Inscrit                                         | 2003                                            | Église de l'Assomption de Montcenis                                                                   |
| Château de Montcony                                                                                   | Montcony                             |                                                 | 46° 42′ 04″ nord, 5° 17′ 28″ est                | « PA00125332 »                                  | Inscrit Classé                                  | 1993 2001                                       | Château de Montcony                                                                                   |
| Château de Montcoy                                                                                    | Montcoy                              |                                                 | 46° 47′ 39″ nord, 4° 59′ 34″ est                | « PA00113369 »                                  | Inscrit                                         | 1996                                            | Image manquante Téléverser                                                                            |
| Château de Monthelon                                                                                  | Monthelon                            |                                                 | 46° 57′ 39″ nord, 4° 13′ 34″ est                | « PA00113370 »                                  | Inscrit                                         | 1927                                            | Château de Monthelon                                                                                  |
| Église Saint-Vincent de Mont-Saint-Vincent                                                            | Mont-Saint-Vincent                   |                                                 | 46° 37′ 56″ nord, 4° 28′ 49″ est                | « PA00113365 »                                  | Classé                                          | 1913                                            | Église Saint-Vincent de Mont-Saint-Vincent                                                            |
| Château de Morlet                                                                                     | Morlet                               | 2 rue de la Brieure                             | 46° 57′ 12″ nord, 4° 30′ 29″ est                | « PA00113371 »                                  | Inscrit                                         | 2014                                            | Château de Morlet                                                                                     |
| Vestiges gallo-romains de Mornay                                                                      | Mornay                               | Les Carmes                                      | 46° 31′ 38″ nord, 4° 23′ 21″ est                | « PA00113372 »                                  | Classé                                          | 1943                                            | Image manquante Téléverser                                                                            |
| Viaduc de Mussy-sous-Dun                                                                              | Mussy-sous-Dun                       |                                                 | 46° 13′ 49″ nord, 4° 19′ 52″ est                | « PA00113373 »                                  | Inscrit                                         | 1984                                            | Viaduc de Mussy-sous-Dun                                                                              |
| Chapelle Saint-Antoine-et-Sainte-Françoise de Corlay                                                  | Nanton                               |                                                 | 46° 36′ 18″ nord, 4° 49′ 55″ est                | « PA00113374 »                                  | Inscrit                                         | 1942                                            | Image manquante Téléverser                                                                            |
| Croix de Nanton                                                                                       | Nanton                               | Rue du Calvaire Sully                           | 46° 36′ 41″ nord, 4° 48′ 19″ est                | « PA00113375 »                                  | Classé                                          | 1927                                            | Image manquante Téléverser                                                                            |
| Pont sur le Doubs                                                                                     | Navilly                              | D 673                                           | 46° 56′ 21″ nord, 5° 08′ 59″ est                | « PA00113376 »                                  | Classé                                          | 1946                                            | Pont sur le Doubs                                                                                     |
| Château d'Esmyards                                                                                    | Navour-sur-Grosne                    | Brandon                                         | 46° 21′ 59″ nord, 4° 33′ 16″ est                | « PA71000035 »                                  | Inscrit                                         | 2003                                            | Château d'Esmyards                                                                                    |
| Château de Lavault                                                                                    | Neuvy-Grandchamp                     |                                                 | 46° 37′ 02″ nord, 3° 56′ 29″ est                | « PA00113377 »                                  | Inscrit                                         | 1973                                            | Image manquante Téléverser                                                                            |
| Maison forte de la Serrée                                                                             | Ormes                                |                                                 | 46° 37′ 22″ nord, 4° 57′ 40″ est                | « PA71000038 »                                  | Inscrit                                         | 2005                                            | Image manquante Téléverser                                                                            |
| Nécropole d'Ormes-Simandre                                                                            | Ormes (également sur Simandre)       | Route du Pont                                   | 46° 36′ 41″ nord, 4° 57′ 09″ est                | « PA71000042 »                                  | Inscrit Classé                                  | 2007 2014                                       | Image manquante Téléverser                                                                            |
| Château de Chaumont                                                                                   | Oyé                                  |                                                 | 46° 19′ 58″ nord, 4° 12′ 16″ est                | « PA00113543 »                                  | Inscrit                                         | 1990                                            | Château de Chaumont                                                                                   |
| Château de Messey                                                                                     | Ozenay                               |                                                 | 46° 32′ 00″ nord, 4° 49′ 49″ est                | « PA00113554 »                                  | Inscrit                                         | 1995                                            | Château de Messey                                                                                     |
| Château d'Ozenay                                                                                      | Ozenay                               | R.D. 14                                         | 46° 32′ 33″ nord, 4° 50′ 55″ est                | « PA00113378 »                                  | Classé                                          | 1997 2005                                       | Château d'Ozenay                                                                                      |
| Église Saint-Gervais-et-Saint-Protais d'Ozenay                                                        | Ozenay                               |                                                 | 46° 32′ 36″ nord, 4° 50′ 56″ est                | « PA00113379 »                                  | Classé                                          | 1931                                            | Église Saint-Gervais-et-Saint-Protais d'Ozenay                                                        |
| Château de Rambuteau                                                                                  | Ozolles                              |                                                 | 46° 21′ 00″ nord, 4° 22′ 04″ est                | « PA71000014 »                                  | Inscrit Classé                                  | 2000 2002                                       | Château de Rambuteau                                                                                  |
| Château de Digoine                                                                                    | Palinges                             |                                                 | 46° 31′ 55″ nord, 4° 12′ 42″ est                | « PA00113380 »                                  | Inscrit Classé                                  | 1986 1993                                       | Château de Digoine                                                                                    |
| Église de l'Assomption de Palinges                                                                    | Palinges                             |                                                 | 46° 33′ 12″ nord, 4° 13′ 08″ est                | « PA00113381 »                                  | Inscrit                                         | 1976                                            | Église de l'Assomption de Palinges                                                                    |
| Basilique de Paray-le-Monial                                                                          | Paray-le-Monial                      |                                                 | 46° 26′ 59″ nord, 4° 07′ 17″ est                | « PA00113382 »                                  | Classé                                          | 1846                                            | Basilique de Paray-le-Monial                                                                          |
| Chapelle Saint-Claude-la-Colombière                                                                   | Paray-le-Monial                      | 19 rue Pasteur                                  | 46° 37′ 22″ nord, 4° 57′ 40″ est                | « PA71000057 »                                  | Classé                                          | 2022                                            | Chapelle Saint-Claude-la-Colombière                                                                   |
| Église Saint-Nicolas de Paray-le-Monial                                                               | Paray-le-Monial                      |                                                 | 46° 27′ 08″ nord, 4° 07′ 12″ est                | « PA00113383 »                                  | Inscrit                                         | 1950                                            | Église Saint-Nicolas de Paray-le-Monial                                                               |
| Maison                                                                                                | Paray-le-Monial                      | Place Guignault                                 | 46° 27′ 07″ nord, 4° 07′ 13″ est                | « PA00113385 »                                  | Inscrit                                         | 1929                                            | Maison                                                                                                |
| Maison Jaillet                                                                                        | Paray-le-Monial                      |                                                 | 46° 27′ 08″ nord, 4° 07′ 14″ est                | « PA00113384 »                                  | Classé                                          | 1875                                            | Maison Jaillet                                                                                        |
| Musée du Hiéron                                                                                       | Paray-le-Monial                      |                                                 | 46° 27′ 07″ nord, 4° 07′ 23″ est                | « PA71000077 »                                  | Inscrit                                         | 2015                                            | Musée du Hiéron                                                                                       |
| Prieuré Notre-Dame de Paray-le-Monial                                                                 | Paray-le-Monial                      |                                                 | 46° 26′ 57″ nord, 4° 07′ 18″ est                | « PA00113386 »                                  | Classé                                          | 1959                                            | Prieuré Notre-Dame de Paray-le-Monial                                                                 |
| Château de Vaux-sous-Targe                                                                            | Péronne                              |                                                 | 46° 26′ 20″ nord, 4° 49′ 01″ est                | « PA71000015 »                                  | Inscrit Classé                                  | 2000                                            | Château de Vaux-sous-Targe                                                                            |
| Église Sainte-Madeleine de Péronne                                                                    | Péronne                              |                                                 | 46° 26′ 17″ nord, 4° 48′ 38″ est                | « PA00113387 »                                  | Inscrit                                         | 2018                                            | Église Sainte-Madeleine de Péronne                                                                    |
| Église Saint-Pierre-et-Saint-Benoît de Perrecy-les-Forges                                             | Perrecy-les-Forges                   |                                                 | 46° 36′ 45″ nord, 4° 12′ 54″ est                | « PA00113388 »                                  | Classé                                          | 1862                                            | Église Saint-Pierre-et-Saint-Benoît de Perrecy-les-Forges                                             |
| Château de Pierre-de-Bresse                                                                           | Pierre-de-Bresse                     |                                                 | 46° 52′ 55″ nord, 5° 15′ 56″ est                | « PA00113389 »                                  | Inscrit Classé Inscrit Classé                   | 1945 1957 1996 1997                             | Château de Pierre-de-Bresse                                                                           |
| Château de Terrans                                                                                    | Pierre-de-Bresse                     |                                                 | 46° 53′ 09″ nord, 5° 12′ 58″ est                | « PA00113390 »                                  | Inscrit Classé                                  | 1977                                            | Château de Terrans                                                                                    |
| Église Saint-Marcel de Pierre-de-Bresse                                                               | Pierre-de-Bresse                     |                                                 | 46° 53′ 12″ nord, 5° 15′ 29″ est                | « PA00113391 »                                  | Inscrit                                         | 1950                                            | Église Saint-Marcel de Pierre-de-Bresse                                                               |
| Château de Pierreclos                                                                                 | Pierreclos                           |                                                 | 46° 19′ 48″ nord, 4° 41′ 10″ est                | « PA00113392 »                                  | Inscrit                                         | 1984                                            | Château de Pierreclos                                                                                 |
| Église Notre-Dame de Préty                                                                            | Préty                                |                                                 | 46° 32′ 35″ nord, 4° 56′ 24″ est                | « PA00113393 »                                  | Inscrit                                         | 1935                                            | Église Notre-Dame de Préty                                                                            |
| Château de Monceau                                                                                    | Prissé                               |                                                 | 46° 20′ 21″ nord, 4° 44′ 33″ est                | « PA00113394 »                                  | Inscrit                                         | 1941                                            | Château de Monceau                                                                                    |
| Église Saint-Christophe du Puley                                                                      | Le Puley                             |                                                 | 46° 40′ 45″ nord, 4° 33′ 58″ est                | « PA00113395 »                                  | Classé                                          | 1973                                            | Église Saint-Christophe du Puley                                                                      |
| Château de la Vesvre                                                                                  | Rigny-sur-Arroux                     |                                                 | 47° 00′ 33″ nord, 4° 11′ 24″ est                | « PA71000050 »                                  | Inscrit                                         | 2009                                            | Image manquante Téléverser                                                                            |
| Église Saint-Didier de Rigny-sur-Arroux                                                               | Rigny-sur-Arroux                     |                                                 | 46° 32′ 00″ nord, 4° 01′ 45″ est                | « PA00113396 »                                  | Inscrit                                         | 1927                                            | Église Saint-Didier de Rigny-sur-Arroux                                                               |
| Carrières de la Lie                                                                                   | La Roche-Vineuse                     |                                                 | 46° 20′ 45″ nord, 4° 45′ 08″ est                | « PA71000026 »                                  | Inscrit                                         | 2001                                            | Carrières de la Lie                                                                                   |
| Maison de Benoît-Raclet                                                                               | Romanèche-Thorins                    | 10 rue Benoît-Raclet                            | 46° 11′ 12″ nord, 4° 44′ 07″ est                | « PA71000062 »                                  | Inscrit                                         | 2013                                            | Maison de Benoît-Raclet                                                                               |
| Moulin à vent de Romanèche-Thorins                                                                    | Romanèche-Thorins                    |                                                 | 46° 12′ 11″ nord, 4° 43′ 39″ est                | « PA00113397 »                                  | Classé                                          | 1930                                            | Moulin à vent de Romanèche-Thorins                                                                    |
| Enceinte de Romenay                                                                                   | Romenay                              |                                                 | 46° 30′ 10″ nord, 5° 04′ 10″ est                | « PA00113398 »                                  | Inscrit                                         | 1927 1933                                       | Enceinte de Romenay                                                                                   |
| Ferme du Champ-Bressan                                                                                | Romenay                              |                                                 | 46° 30′ 05″ nord, 5° 03′ 59″ est                | « PA00113399 »                                  | Classé                                          | 2006                                            | Ferme du Champ-Bressan                                                                                |
| Ferme des Chanées                                                                                     | Romenay                              | Les Chanées                                     | 46° 29′ 38″ nord, 5° 04′ 01″ est                | « PA00113400 »                                  | Classé                                          | 1925                                            | Ferme des Chanées                                                                                     |
| Ferme de La Train                                                                                     | Romenay                              | Latrain                                         | 46° 32′ 00″ nord, 5° 06′ 38″ est                | « PA71000067 »                                  | Classé                                          | 2014                                            | Image manquante Téléverser                                                                            |
| Ferme de Saint-Romain                                                                                 | Romenay                              | Saint-Romain                                    | 46° 30′ 44″ nord, 5° 01′ 12″ est                | « PA00113401 »                                  | Classé                                          | 1925                                            | Image manquante Téléverser                                                                            |
| Maison du Lieutenant-Juge                                                                             | Romenay                              | 2 place du 8-Mai-1945                           | 46° 30′ 09″ nord, 5° 04′ 05″ est                | « PA00113403 »                                  | Inscrit                                         | 1933                                            | Maison du Lieutenant-Juge                                                                             |
| Maison à pans de bois                                                                                 | Romenay                              | 3 rue Saint-Loup                                | 46° 30′ 10″ nord, 5° 04′ 02″ est                | « PA00113402 »                                  | Inscrit                                         | 1932                                            | Maison à pans de bois                                                                                 |
| Château de Rosey                                                                                      | Rosey                                |                                                 | 46° 44′ 38″ nord, 4° 42′ 30″ est                | « PA00113404 »                                  | Inscrit                                         | 1977                                            | Château de Rosey                                                                                      |
| Église Saint-Pierre de Rosey                                                                          | Rosey                                |                                                 | 46° 44′ 52″ nord, 4° 42′ 28″ est                | « PA00113405 »                                  | Inscrit                                         | 1942                                            | Église Saint-Pierre de Rosey                                                                          |
| Chapelle de Saint-Quentin du Rousset                                                                  | Le Rousset-Marizy                    | Saint-Quentin, Le Rousset                       | 46° 33′ 27″ nord, 4° 29′ 15″ est                | « PA00113406 »                                  | Inscrit                                         | 1971                                            | Chapelle de Saint-Quentin du Rousset                                                                  |
| Baraque de logement de harkis                                                                         | Roussillon-en-Morvan                 |                                                 | 47° 01′ 37″ nord, 4° 06′ 54″ est                | « PA71000097 »                                  | Inscrit                                         | 2022                                            | Image manquante Téléverser                                                                            |
| Borne armoriée du Bois-Rondot                                                                         | Rully                                | Le Bois-Rondot                                  | 46° 53′ 14″ nord, 4° 45′ 12″ est                | « PA00113407 »                                  | Classé                                          | 1921                                            | Image manquante Téléverser                                                                            |
| Borne armoriée du Mont Morin                                                                          | Rully Également sur Mercurey         | Mont Morin                                      | 46° 51′ 18″ nord, 4° 43′ 51″ est                | « PA00113408 »                                  | Classé                                          | 1922                                            | Borne armoriée du Mont Morin                                                                          |
| Borne armoriée de la Queue-de-l'Étang                                                                 | Rully                                | La Queue-de-l'Etang                             | 46° 53′ 09″ nord, 4° 45′ 34″ est                | « PA00113409 »                                  | Classé                                          | 1927                                            | Image manquante Téléverser                                                                            |
| Chalet d'Agneux                                                                                       | Rully                                |                                                 | 46° 52′ 25″ nord, 4° 43′ 44″ est                | « PA71000027 »                                  | Inscrit                                         | 2001                                            | Chalet d'Agneux                                                                                       |
| Champ de César                                                                                        | Rully                                | An Varot                                        | 46° 52′ 22″ nord, 4° 43′ 29″ est                | « PA00113410 »                                  | Classé                                          | 1912                                            | Image manquante Téléverser                                                                            |
| Chapelle Saint-Michel du Meix-Saint-Michel                                                            | Rully                                |                                                 | 46° 52′ 25″ nord, 4° 44′ 27″ est                | « PA00113551 »                                  | Inscrit                                         | 1991                                            | Chapelle Saint-Michel du Meix-Saint-Michel                                                            |
| Château de Rully                                                                                      | Rully                                |                                                 | 46° 52′ 09″ nord, 4° 44′ 07″ est                | « PA00113411 »                                  | Inscrit                                         | 1960                                            | Château de Rully                                                                                      |
| Croix de Rully                                                                                        | Rully                                |                                                 | 46° 52′ 23″ nord, 4° 44′ 57″ est                | « PA00113412 »                                  | Inscrit                                         | 1927                                            | Image manquante Téléverser                                                                            |
| Manoir-ferme bressan de Sagy                                                                          | Sagy                                 | Route de Beaufort                               | 46° 36′ 01″ nord, 5° 18′ 40″ est                | « PA00113413 »                                  | Inscrit                                         | 1970                                            | Manoir-ferme bressan de Sagy                                                                          |
| Église Saint-Albain de Saint-Albain                                                                   | Saint-Albain                         |                                                 | 46° 25′ 39″ nord, 4° 52′ 35″ est                | « PA00113414 »                                  | Classé                                          | 1929                                            | Église Saint-Albain de Saint-Albain                                                                   |
| Château de la Ferté de Saint-Ambreuil                                                                 | Saint-Ambreuil                       |                                                 | 46° 40′ 12″ nord, 4° 49′ 09″ est                | « PA00113415 »                                  | Classé                                          | 1993                                            | Château de la Ferté de Saint-Ambreuil                                                                 |
| Château de Gros-Chigy                                                                                 | Saint-André-le-Désert                |                                                 | 46° 30′ 08″ nord, 4° 33′ 32″ est                | « PA00113416 »                                  | Inscrit                                         | 1967                                            | Château de Gros-Chigy                                                                                 |
| Édicule de Saint-André-le-Désert                                                                      | Saint-André-le-Désert                | Chemin de Gros-Chigy                            | 46° 29′ 59″ nord, 4° 32′ 22″ est                | « PA00113417 »                                  | Inscrit                                         | 1925                                            | Édicule de Saint-André-le-Désert                                                                      |
| Château de Saint-Aubin-sur-Loire                                                                      | Saint-Aubin-sur-Loire                |                                                 | 46° 34′ 29″ nord, 3° 44′ 59″ est                | « PA00113418 »                                  | Classé                                          | 1943                                            | Image manquante Téléverser                                                                            |
| Église Saint-Aubin de Saint-Aubin-sur-Loire                                                           | Saint-Aubin-sur-Loire                |                                                 | 46° 34′ 04″ nord, 3° 44′ 41″ est                | « PA71000028 »                                  | Classé                                          | 2002                                            | Église Saint-Aubin de Saint-Aubin-sur-Loire                                                           |
| Cimetière de Saint-Bérain-sur-Dheune                                                                  | Saint-Bérain-sur-Dheune              |                                                 | 46° 49′ 29″ nord, 4° 35′ 45″ est                | « PA00113419 »                                  | Inscrit                                         | 1958                                            | Cimetière de Saint-Bérain-sur-Dheune                                                                  |
| Carrière de sculptures gallo-romaines                                                                 | Saint-Boil                           | Chemin des Chailloux                            | 46° 39′ 08″ nord, 4° 40′ 53″ est                | « PA00113420 »                                  | Classé                                          | 1973                                            | Image manquante Téléverser                                                                            |
| Église Saint-Baudile de Saint-Boil                                                                    | Saint-Boil                           |                                                 | 46° 39′ 14″ nord, 4° 41′ 01″ est                | « PA00113421 »                                  | Inscrit                                         | 1943                                            | Église Saint-Baudile de Saint-Boil                                                                    |
| Église Saint-Bonnet de Saint-Bonnet-de-Cray                                                           | Saint-Bonnet-de-Cray                 |                                                 | 46° 12′ 53″ nord, 4° 08′ 23″ est                | « PA00113422 »                                  | Classé                                          | 1922                                            | Église Saint-Bonnet de Saint-Bonnet-de-Cray                                                           |
| Château de Chaumont-la-Guiche                                                                         | Saint-Bonnet-de-Joux                 |                                                 | 46° 29′ 47″ nord, 4° 25′ 22″ est                | « PA00113423 »                                  | Classé Inscrit                                  | 1982 2017                                       | Château de Chaumont-la-Guiche                                                                         |
| Église Saint-Christophe de Saint-Christophe-en-Bresse                                                 | Saint-Christophe-en-Bresse           |                                                 | 46° 45′ 08″ nord, 4° 59′ 19″ est                | « PA00113424 »                                  | Inscrit                                         | 1971                                            | Église Saint-Christophe de Saint-Christophe-en-Bresse                                                 |
| Église Saint-Clément de Saint-Clément-sur-Guye                                                        | Saint-Clément-sur-Guye               |                                                 | 46° 36′ 56″ nord, 4° 35′ 05″ est                | « PA00113425 »                                  | Classé                                          | 1927                                            | Église Saint-Clément de Saint-Clément-sur-Guye                                                        |
| Église Saint-Cyr-et-Sainte-Julitte de Saint-Cyr                                                       | Saint-Cyr                            |                                                 | 46° 41′ 02″ nord, 4° 53′ 27″ est                | « PA71000029 »                                  | Inscrit                                         | 2001                                            | Église Saint-Cyr-et-Sainte-Julitte de Saint-Cyr                                                       |
| Croix de carrefour du chemin de Jambles                                                               | Saint-Denis-de-Vaux                  | Chemin de Jambles                               | 46° 47′ 23″ nord, 4° 41′ 42″ est                | « PA00113426 »                                  | Classé                                          | 1928                                            | Image manquante Téléverser                                                                            |
| Château d'Epiry                                                                                       | Saint-Émiland                        |                                                 | 46° 52′ 53″ nord, 4° 29′ 49″ est                | « PA00113427 »                                  | Classé Inscrit                                  | 1975 2024                                       | Château d'Epiry                                                                                       |
| Cimetière de Saint-Émiland oratoire                                                                   | Saint-Émiland                        |                                                 | 46° 54′ 17″ nord, 4° 29′ 07″ est                | « PA00113428 »                                  | Inscrit                                         | 1950                                            | Cimetière de Saint-Émilandoratoire                                                                    |
| Château du Monay                                                                                      | Saint-Eusèbe                         |                                                 | 46° 43′ 12″ nord, 4° 25′ 50″ est                | « PA00125333 »                                  | Inscrit                                         | 1993                                            | Image manquante Téléverser                                                                            |
| Église Saint-Gengoux de Saint-Gengoux-le-National                                                     | Saint-Gengoux-le-National            |                                                 | 46° 36′ 52″ nord, 4° 39′ 47″ est                | « PA00113430 »                                  | Inscrit                                         | 1926                                            | Église Saint-Gengoux de Saint-Gengoux-le-National                                                     |
| Maison des Concurés                                                                                   | Saint-Gengoux-le-National            | Rue du Commerce                                 | 46° 36′ 51″ nord, 4° 39′ 50″ est                | « PA00113431 »                                  | Classé                                          | 1921                                            | Maison des Concurés                                                                                   |
| Église Saint-Gangolf-d'Avallon de Saint-Gengoux-de-Scissé                                             | Saint-Gengoux-de-Scissé              |                                                 | 46° 27′ 44″ nord, 4° 46′ 28″ est                | « PA00113429 »                                  | Inscrit                                         | 1932                                            | Église Saint-Gangolf-d'Avallon de Saint-Gengoux-de-Scissé                                             |
| Église Saint-Germain-et-Saint-Benoît de Saint-Germain-en-Brionnais                                    | Saint-Germain-en-Brionnais           |                                                 | 46° 21′ 01″ nord, 4° 15′ 38″ est                | « PA00113432 »                                  | Inscrit Classé                                  | 1926 1930                                       | Église Saint-Germain-et-Saint-Benoît de Saint-Germain-en-Brionnais                                    |
| Château de Saint-Germain-lès-Buxy                                                                     | Saint-Germain-lès-Buxy               |                                                 | 46° 42′ 33″ nord, 4° 46′ 21″ est                | « PA71000043 »                                  | Inscrit                                         | 2013                                            | Château de Saint-Germain-lès-Buxy                                                                     |
| Église Saint-Gervais de Saint-Gervais-sur-Couches                                                     | Saint-Gervais-sur-Couches            |                                                 | 46° 55′ 15″ nord, 4° 34′ 47″ est                | « PA00113433 »                                  | Classé                                          | 1911                                            | Église Saint-Gervais de Saint-Gervais-sur-Couches                                                     |
| Église Saint-Eusèbe de Saint-Huruge                                                                   | Saint-Huruge                         |                                                 | 46° 34′ 47″ nord, 4° 34′ 05″ est                | « PA00113434 »                                  | Inscrit                                         | 1950                                            | Église Saint-Eusèbe de Saint-Huruge                                                                   |
| Croix de chemin de Saint-Jean-de-Vaux                                                                 | Saint-Jean-de-Vaux                   |                                                 | 46° 48′ 32″ nord, 4° 41′ 59″ est                | « PA00113435 »                                  | Classé                                          | 1927                                            | Croix de chemin de Saint-Jean-de-Vaux                                                                 |
| Église Saint-Julien-de-Brioude de Saint-Julien-de-Jonzy                                               | Saint-Julien-de-Jonzy                |                                                 | 46° 14′ 15″ nord, 4° 08′ 40″ est                | « PA00113436 »                                  | Classé                                          | 1910                                            | Église Saint-Julien-de-Brioude de Saint-Julien-de-Jonzy                                               |
| Église Saint-Laurent de Saint-Laurent-en-Brionnais                                                    | Saint-Laurent-en-Brionnais           |                                                 | 46° 16′ 24″ nord, 4° 15′ 31″ est                | « PA00113437 »                                  | Classé                                          | 1875                                            | Église Saint-Laurent de Saint-Laurent-en-Brionnais                                                    |
| Oppidum de Bibracte                                                                                   | Saint-Léger-sous-Beuvray             | La Chaume du Beuvray Les Fossés Ancien Couvent  | 46° 55′ 28″ nord, 4° 02′ 06″ est                | « PA00113439 »                                  | Classé                                          | 1984                                            | Oppidum de Bibracte                                                                                   |
| Puits                                                                                                 | Saint-Léger-sous-Beuvray             |                                                 | 46° 55′ 22″ nord, 4° 06′ 00″ est                | « PA00113440 »                                  | Inscrit                                         | 1950                                            | Image manquante Téléverser                                                                            |
| Château de Lally                                                                                      | Saint-Léger-du-Bois                  |                                                 | 47° 02′ 00″ nord, 4° 24′ 57″ est                | « PA00113438 »                                  | Inscrit                                         | 1980                                            | Château de Lally                                                                                      |
| Ancienne tuilerie Perrusson-Desfontaines                                                              | Saint-Léger-sur-Dheune               | 3 route de Couches                              | 46° 50′ 55″ nord, 4° 37′ 42″ est                | « PA71000072 »                                  | Inscrit                                         | 2014                                            | Ancienne tuilerie Perrusson-Desfontaines                                                              |
| Église Saint-Loup de Saint-Loup-de-la-Salle                                                           | Saint-Loup-Géanges                   | Saint-Loup-de-la-Salle                          | 46° 56′ 51″ nord, 4° 54′ 31″ est                | « PA00113441 »                                  | Inscrit                                         | 1926                                            | Église Saint-Loup de Saint-Loup-de-la-Salle                                                           |
| Château de Saint-Loup-de-Varennes                                                                     | Saint-Loup-de-Varennes               |                                                 | 46° 43′ 49″ nord, 4° 51′ 53″ est                | « PA71000051 »                                  | Inscrit                                         | 2009                                            | Château de Saint-Loup-de-Varennes                                                                     |
| Croix de cimetière de Saint-Loup-de-Varennes                                                          | Saint-Loup-de-Varennes               |                                                 | 46° 43′ 32″ nord, 4° 51′ 43″ est                | « PA00113442 »                                  | Classé                                          | 1908                                            | Croix de cimetière de Saint-Loup-de-Varennes                                                          |
| Abbaye Saint-Marcel-lès-Chalon                                                                        | Saint-Marcel                         |                                                 | 46° 46′ 31″ nord, 4° 53′ 18″ est                | « PA00113443 »                                  | Classé                                          | 1862                                            | Abbaye Saint-Marcel-lès-Chalon                                                                        |
| Église Saint-Paul de Cray                                                                             | Saint-Marcelin-de-Cray               |                                                 | 46° 34′ 07″ nord, 4° 31′ 13″ est                | « PA00113444 »                                  | Classé                                          | 1931                                            | Image manquante Téléverser                                                                            |
| Cimetière de Saint-Mard-de-Vaux                                                                       | Saint-Mard-de-Vaux                   |                                                 | 46° 48′ 45″ nord, 4° 41′ 05″ est                | « PA00113445 »                                  | Inscrit                                         | 1950                                            | Image manquante Téléverser                                                                            |
| Château de Saint-Martin-Belle-Roche                                                                   | Saint-Martin-Belle-Roche             |                                                 | 46° 23′ 11″ nord, 4° 51′ 17″ est                | « PA00113446 »                                  | Inscrit                                         | 1987                                            | Château de Saint-Martin-Belle-Roche                                                                   |
| Vieux clocher roman de Saint-Martin-Belle-Roche                                                       | Saint-Martin-Belle-Roche             |                                                 | 46° 22′ 52″ nord, 4° 51′ 25″ est                | « PA00113447 »                                  | Inscrit                                         | 1942                                            | Vieux clocher roman de Saint-Martin-Belle-Roche                                                       |
| Église de Saint-Martin-de-Lixy                                                                        | Saint-Martin-de-Lixy                 |                                                 | 46° 12′ 12″ nord, 4° 14′ 41″ est                | « PA00113448 »                                  | Inscrit                                         | 1950                                            | Église de Saint-Martin-de-Lixy                                                                        |
| Tuilerie de la Bellevelle                                                                             | Saint-Martin-la-Patrouille           |                                                 | 46° 35′ 35″ nord, 4° 32′ 42″ est                | « PA71000037 »                                  | Inscrit                                         | 2005                                            | Tuilerie de la Bellevelle                                                                             |
| Tuilerie de Bissy                                                                                     | Saint-Martin-la-Patrouille           |                                                 | 46° 34′ 40″ nord, 4° 32′ 34″ est                | « PA71000039 »                                  | Inscrit                                         | 2005                                            | Tuilerie de Bissy                                                                                     |
| Église Saint-Maurice de Saint-Maurice-des-Champs                                                      | Saint-Maurice-des-Champs             |                                                 | 46° 37′ 46″ nord, 4° 37′ 15″ est                | « PA00113449 »                                  | Inscrit                                         | 1971                                            | Église Saint-Maurice de Saint-Maurice-des-Champs                                                      |
| Chapelle Saint-Benoît de Saint-Maurice-lès-Châteauneuf                                                | Saint-Maurice-lès-Châteauneuf        |                                                 | 46° 13′ 06″ nord, 4° 15′ 07″ est                | « PA00113450 »                                  | Classé                                          | 1926                                            | Chapelle Saint-Benoît de Saint-Maurice-lès-Châteauneuf                                                |
| Pierre aux Fées                                                                                       | Saint-Micaud                         | La Pièce                                        | 46° 41′ 35″ nord, 4° 32′ 48″ est                | « PA00113451 »                                  | Classé                                          | 1923                                            | Pierre aux Fées                                                                                       |
| Château de Brandon                                                                                    | Saint-Pierre-de-Varennes             |                                                 | 46° 51′ 01″ nord, 4° 28′ 53″ est                | « PA00113453 »                                  | Inscrit                                         | 1975                                            | Château de Brandon                                                                                    |
| Château de Saint-Point                                                                                | Saint-Point                          |                                                 | 46° 20′ 37″ nord, 4° 36′ 55″ est                | « PA00113454 »                                  | Classé Inscrit                                  | 1972 1989                                       | Château de Saint-Point                                                                                |
| Église Saint-Donat de Saint-Point                                                                     | Saint-Point                          |                                                 | 46° 20′ 33″ nord, 4° 36′ 56″ est                | « PA00113455 »                                  | Classé                                          | 1948                                            | Église Saint-Donat de Saint-Point                                                                     |
| Château de Chevannes                                                                                  | Saint-Racho                          |                                                 | 46° 34′ 42″ nord, 4° 48′ 03″ est                | « PA00113456 »                                  | Inscrit                                         | 1977                                            | Château de Chevannes                                                                                  |
| Château de Taisey                                                                                     | Saint-Rémy                           |                                                 | 46° 46′ 14″ nord, 4° 49′ 01″ est                | « PA00113457 »                                  | Inscrit                                         | 1975                                            | Image manquante Téléverser                                                                            |
| Église Saint-Romain de Saint-Romain-sous-Gourdon                                                      | Saint-Romain-sous-Gourdon            |                                                 | 46° 37′ 19″ nord, 4° 24′ 11″ est                | « PA00113458 »                                  | Inscrit                                         | 1937                                            | Église Saint-Romain de Saint-Romain-sous-Gourdon                                                      |
| Église Saint-Saturnin de Saint-Sernin-du-Plain                                                        | Saint-Sernin-du-Plain                |                                                 | 46° 53′ 31″ nord, 4° 37′ 12″ est                | « PA00113459 »                                  | Inscrit                                         | 1987                                            | Église Saint-Saturnin de Saint-Sernin-du-Plain                                                        |
| Église Saint-Romain de Saint-Romain-des-Îles                                                          | Saint-Symphorien-d'Ancelles          |                                                 | 46° 11′ 16″ nord, 4° 46′ 29″ est                | « PA00113547 »                                  | Inscrit Classé                                  | 1991 1994                                       | Église Saint-Romain de Saint-Romain-des-Îles                                                          |
| Lavoir des Chavannes                                                                                  | Saint-Vallier                        |                                                 | 46° 39′ 37″ nord, 4° 20′ 37″ est                | « PA71000016 »                                  | Inscrit                                         | 2000                                            | Lavoir des Chavannes                                                                                  |
| Château de la Chassagne                                                                               | Saint-Vincent-Bragny                 |                                                 | 46° 30′ 58″ nord, 4° 07′ 19″ est                | « PA71000012 »                                  | Inscrit                                         | 1999                                            | Image manquante Téléverser                                                                            |
| Prieuré de Bragny                                                                                     | Saint-Vincent-Bragny                 |                                                 | 46° 32′ 07″ nord, 4° 07′ 55″ est                | « PA00113535 »                                  | Inscrit                                         | 1989                                            | Prieuré de Bragny                                                                                     |
| Doyenné de Bezornay (château et chapelle)                                                             | Saint-Vincent-des-Prés               |                                                 | 46° 29′ 01″ nord, 4° 34′ 17″ est                | « PA00113460 »                                  | Inscrit                                         | 1948 2015                                       | Doyenné de Bezornay (château et chapelle)                                                             |
| Église Saint-Vincent de Saint-Vincent-des-Prés                                                        | Saint-Vincent-des-Prés               |                                                 | 46° 28′ 28″ nord, 4° 33′ 43″ est                | « PA00113461 »                                  | Classé                                          | 1913                                            | Église Saint-Vincent de Saint-Vincent-des-Prés                                                        |
| Borne itinéraire de Saint-Yan                                                                         | Saint-Yan                            | 16 rue du Centre                                | 46° 24′ 41″ nord, 4° 02′ 18″ est                | « PA00113462 »                                  | Inscrit                                         | 1950                                            | Borne itinéraire de Saint-Yan                                                                         |
| Chapelle Notre-Dame de Saint-Yan                                                                      | Saint-Yan                            |                                                 | 46° 24′ 55″ nord, 4° 02′ 14″ est                | « PA00113463 »                                  | Classé                                          | 1913                                            | Chapelle Notre-Dame de Saint-Yan                                                                      |
| Château de Selore                                                                                     | Saint-Yan                            |                                                 | 46° 23′ 06″ nord, 4° 02′ 52″ est                | « PA71000044 »                                  | Inscrit                                         | 2007                                            | Château de Selore                                                                                     |
| Croix de La Vieille Rue                                                                               | Saisy                                |                                                 | 46° 57′ 37″ nord, 4° 32′ 58″ est                | « PA71000052 »                                  | Inscrit                                         | 2009                                            | Image manquante Téléverser                                                                            |
| Église Saint-Pierre de Saisy                                                                          | Saisy                                |                                                 | 46° 57′ 38″ nord, 4° 32′ 54″ est                | « PA00113464 »                                  | Classé                                          | 1913                                            | Église Saint-Pierre de Saisy                                                                          |
| Château de la Salle                                                                                   | La Salle                             |                                                 | 46° 24′ 19″ nord, 4° 50′ 31″ est                | « PA00113548 »                                  | Inscrit                                         | 1990                                            | Château de la Salle                                                                                   |
| Donjon de La Salle                                                                                    | La Salle                             |                                                 | 46° 24′ 25″ nord, 4° 50′ 46″ est                | « PA00113465 »                                  | Classé                                          | 1991                                            | Donjon de La Salle                                                                                    |
| Château des Épaux                                                                                     | Salornay-sur-Guye                    | Rue du Château                                  | 46° 31′ 17″ nord, 4° 35′ 48″ est                | « PA00113466 »                                  | Inscrit                                         | 1927                                            | Château des Épaux                                                                                     |
| Château du Magny                                                                                      | Sarry                                |                                                 | 46° 19′ 14″ nord, 4° 06′ 40″ est                | « PA00135242 »                                  | Inscrit                                         | 1995                                            | Château du Magny                                                                                      |
| Château de Semur-en-Brionnais                                                                         | Semur-en-Brionnais                   |                                                 | 46° 15′ 46″ nord, 4° 05′ 17″ est                | « PA00113468 »                                  | Inscrit                                         | 1971                                            | Château de Semur-en-Brionnais                                                                         |
| Collégiale Saint-Hilaire de Semur-en-Brionnais                                                        | Semur-en-Brionnais                   |                                                 | 46° 15′ 48″ nord, 4° 05′ 16″ est                | « PA00113469 »                                  | Classé                                          | 1862                                            | Collégiale Saint-Hilaire de Semur-en-Brionnais                                                        |
| Chapelle de Saint-Martin-la-Vallée                                                                    | Semur-en-Brionnais                   |                                                 | 46° 15′ 43″ nord, 4° 04′ 42″ est                | « PA00113470 »                                  | Inscrit                                         | 1971                                            | Chapelle de Saint-Martin-la-Vallée                                                                    |
| Hôtel de ville de Semur-en-Brionnais                                                                  | Semur-en-Brionnais                   |                                                 | 46° 15′ 48″ nord, 4° 05′ 17″ est                | « PA00113471 »                                  | Inscrit                                         | 1984                                            | Hôtel de ville de Semur-en-Brionnais                                                                  |
| Château de Ruffey                                                                                     | Sennecey-le-Grand                    |                                                 | 46° 37′ 45″ nord, 4° 51′ 04″ est                | « PA00113473 »                                  | Inscrit                                         | 1946                                            | Château de Ruffey                                                                                     |
| Château de Sennecey-le-Grand                                                                          | Sennecey-le-Grand                    |                                                 | 46° 38′ 15″ nord, 4° 52′ 09″ est                | « PA00113472 »                                  | Inscrit                                         | 1937                                            | Château de Sennecey-le-Grand                                                                          |
| Croix de Saint-Julien-de-Sennecey                                                                     | Sennecey-le-Grand                    |                                                 | 46° 38′ 09″ nord, 4° 51′ 39″ est                | « PA00113474 »                                  | Inscrit                                         | 1927                                            | Croix de Saint-Julien-de-Sennecey                                                                     |
| Église paroissiale Saint-Julien de Sennecey-le-Grand                                                  | Sennecey-le-Grand                    | Place de l'Église                               | 46° 38′ 15″ nord, 4° 52′ 09″ est                | « PA00113556 »                                  | Inscrit                                         | 1991                                            | Église paroissiale Saint-Julien de Sennecey-le-Grand                                                  |
| Église romane Saint-Julien de Sennecey-le-Grand                                                       | Sennecey-le-Grand                    | Rue de l'Église Saint-Julien                    | 46° 38′ 09″ nord, 4° 51′ 38″ est                | « PA00113475 »                                  | Classé                                          | 1862                                            | Église romane Saint-Julien de Sennecey-le-Grand                                                       |
| Fontaine-lavoir de Sennecey-le-Grand                                                                  | Sennecey-le-Grand                    | Quartier de Viel-Moulin                         | 46° 38′ 46″ nord, 4° 52′ 04″ est                | « PA00113476 »                                  | Inscrit                                         | 1941                                            | Fontaine-lavoir de Sennecey-le-Grand                                                                  |
| Église Saint-Pierre de Senozan                                                                        | Senozan                              | Rue du Château                                  | 46° 23′ 52″ nord, 4° 51′ 41″ est                | « PA71000071 »                                  | Inscrit                                         | 2014                                            | Église Saint-Pierre de Senozan                                                                        |
| Château de Sercy                                                                                      | Sercy                                |                                                 | 46° 36′ 20″ nord, 4° 40′ 55″ est                | « PA00113477 »                                  | Classé                                          | 1974                                            | Château de Sercy                                                                                      |
| Maison Monnier                                                                                        | Sigy-le-Châtel                       |                                                 | 46° 33′ 20″ nord, 4° 34′ 36″ est                | « PA71000053 »                                  | Inscrit                                         | 2009                                            | Maison Monnier                                                                                        |
| Église Saint-Jean-Baptiste de Simandre                                                                | Simandre                             |                                                 | 46° 37′ 29″ nord, 4° 59′ 18″ est                | « PA00113478 »                                  | Inscrit                                         | 1951                                            | Église Saint-Jean-Baptiste de Simandre                                                                |
| Nécropole d'Ormes-Simandre                                                                            | Simandre (également sur Ormes)       | Route du Pont                                   | 46° 36′ 41″ nord, 4° 57′ 09″ est                | « PA71000046 »                                  | Inscrit Classé                                  | 2007 2014                                       | Image manquante Téléverser                                                                            |
| Église Saint-Vincent de Sologny                                                                       | Sologny                              |                                                 | 46° 21′ 36″ nord, 4° 40′ 59″ est                | « PA00113479 »                                  | Inscrit                                         | 1930                                            | Église Saint-Vincent de Sologny                                                                       |
| Grotte des Furtins                                                                                    | Sologny également sur Berzé-la-Ville |                                                 | 46° 22′ 03″ nord, 4° 41′ 43″ est                | « PA00113480 »                                  | Classé                                          | 1947                                            | Grotte des Furtins                                                                                    |
| Gisement préhistorique de Solutré                                                                     | Solutré-Pouilly                      |                                                 | 46° 17′ 52″ nord, 4° 43′ 11″ est                | « PA00113481 »                                  | Inscrit Classé                                  | 1942                                            | Gisement préhistorique de Solutré                                                                     |
| Église Notre-Dame-de-l'Assomption de Suin                                                             | Suin                                 |                                                 | 46° 26′ 01″ nord, 4° 28′ 29″ est                | « PA00113482 »                                  | Inscrit                                         | 1932 1950                                       | Église Notre-Dame-de-l'Assomption de Suin                                                             |
| Château de Sully                                                                                      | Sully                                |                                                 | 47° 00′ 39″ nord, 4° 28′ 24″ est                | « PA00113483 »                                  | Classé                                          | 1995                                            | Château de Sully                                                                                      |
| Château de Bussière                                                                                   | La Tagnière                          |                                                 | 46° 49′ 29″ nord, 4° 11′ 52″ est                | « PA71000003 »                                  | Inscrit                                         | 1996                                            | Image manquante Téléverser                                                                            |
| Château de Champignolle                                                                               | La Tagnière                          |                                                 | 46° 47′ 42″ nord, 4° 12′ 33″ est                | « PA00113484 »                                  | Inscrit                                         | 1976                                            | Château de Champignolle                                                                               |
| Château de Trélague                                                                                   | La Tagnière                          |                                                 | 46° 47′ 02″ nord, 4° 13′ 04″ est                | « PA00113485 »                                  | Inscrit                                         | 1986                                            | Image manquante Téléverser                                                                            |
| Église Sainte-Marie-Madeleine de Taizé                                                                | Taizé                                |                                                 | 46° 30′ 48″ nord, 4° 40′ 38″ est                | « PA00113486 »                                  | Classé                                          | 1913                                            | Église Sainte-Marie-Madeleine de Taizé                                                                |
| Château de Morcoux                                                                                    | Tavernay                             |                                                 | 47° 01′ 54″ nord, 4° 14′ 32″ est                | « PA00113553 »                                  | Inscrit                                         | 1991                                            | Image manquante Téléverser                                                                            |
| Château de Torcy                                                                                      | Torcy                                |                                                 | 46° 46′ 21″ nord, 4° 27′ 31″ est                | « PA00113550 »                                  | Inscrit Classé                                  | 1991 1992                                       | Château de Torcy                                                                                      |
| Église romane Saint-Jean-Baptiste de Toulon-sur-Arroux                                                | Toulon-sur-Arroux                    |                                                 | 46° 41′ 38″ nord, 4° 08′ 18″ est                | « PA00113487 »                                  | Classé                                          | 1971                                            | Église romane Saint-Jean-Baptiste de Toulon-sur-Arroux                                                |
| | Tournus                              | Voir Liste des monuments historiques de Tournus | Voir Liste des monuments historiques de Tournus | Voir Liste des monuments historiques de Tournus | Voir Liste des monuments historiques de Tournus | Voir Liste des monuments historiques de Tournus | Voir Liste des monuments historiques de Tournus                                                       |
| Château de Tramayes                                                                                   | Tramayes                             |                                                 | 46° 18′ 25″ nord, 4° 36′ 11″ est                | « PA00113510 »                                  | Inscrit                                         | 1977                                            | Château de Tramayes                                                                                   |
| Église Saint-Jean-Baptiste de Tramayes                                                                | Tramayes                             |                                                 | 46° 18′ 26″ nord, 4° 35′ 52″ est                | « PA00113511 »                                  | Inscrit                                         | 1930                                            | Église Saint-Jean-Baptiste de Tramayes                                                                |
| Église Saint-Pantaléon de Trambly                                                                     | Trambly                              |                                                 | 46° 19′ 43″ nord, 4° 32′ 00″ est                | « PA00113512 »                                  | Inscrit                                         | 1926                                            | Église Saint-Pantaléon de Trambly                                                                     |
| Calvaire de La Truchère                                                                               | La Truchère                          |                                                 | 46° 30′ 58″ nord, 4° 57′ 06″ est                | « PA00113513 »                                  | Inscrit                                         | 1927                                            | Calvaire de La Truchère                                                                               |
| Château de Grenod                                                                                     | Uchizy                               |                                                 | 46° 29′ 48″ nord, 4° 52′ 12″ est                | « PA00113514 »                                  | Inscrit                                         | 1976                                            | Château de Grenod                                                                                     |
| Église Saint-Pierre d'Uchizy                                                                          | Uchizy                               |                                                 | 46° 30′ 12″ nord, 4° 53′ 03″ est                | « PA00113515 »                                  | Classé                                          | 1913                                            | Église Saint-Pierre d'Uchizy                                                                          |
| Niche avec statuette d'Uchizy                                                                         | Uchizy                               | Rue Quincampoix à l'angle de la Grande-Rue      | 46° 30′ 13″ nord, 4° 53′ 05″ est                | « PA00113516 »                                  | Inscrit                                         | 1927                                            | Niche avec statuette d'Uchizy                                                                         |
| Oratoire de Belle-Croix d'Uchon                                                                       | Uchon                                |                                                 | 46° 48′ 49″ nord, 4° 15′ 05″ est                | « PA00113517 »                                  | Inscrit                                         | 1929                                            | Oratoire de Belle-Croix d'Uchon                                                                       |
| Église Saint-Martin de Vareilles                                                                      | Vareilles                            |                                                 | 46° 17′ 52″ nord, 4° 15′ 38″ est                | « PA00113518 »                                  | Classé                                          | 1909                                            | Église Saint-Martin de Vareilles                                                                      |
| Église Saint-Pierre-aux-Liens de Varenne-l'Arconce                                                    | Varenne-l'Arconce                    |                                                 | 46° 20′ 17″ nord, 4° 09′ 31″ est                | « PA00113519 »                                  | Classé                                          | 1889                                            | Église Saint-Pierre-aux-Liens de Varenne-l'Arconce                                                    |
| Château de Beaulieu                                                                                   | Varennes-lès-Mâcon                   |                                                 | 46° 16′ 39″ nord, 4° 47′ 30″ est                | « PA00113564 »                                  | Inscrit                                         | 1992                                            | Château de Beaulieu                                                                                   |
| Tuilerie de Varennes-Saint-Sauveur                                                                    | Varennes-Saint-Sauveur               |                                                 | 46° 29′ 23″ nord, 5° 14′ 45″ est                | « PA00113520 »                                  | Inscrit                                         | 1977                                            | Tuilerie de Varennes-Saint-Sauveur                                                                    |
| Église Saint-Saturnin de Vauban                                                                       | Vauban                               |                                                 | 46° 15′ 38″ nord, 4° 13′ 24″ est                | « PA00113521 »                                  | Inscrit                                         | 1950                                            | Église Saint-Saturnin de Vauban                                                                       |
| Église Saint-Roch de Vaux-en-Pré                                                                      | Vaux-en-Pré                          |                                                 | 46° 37′ 39″ nord, 4° 35′ 58″ est                | « PA00113522 »                                  | Inscrit                                         | 1954                                            | Église Saint-Roch de Vaux-en-Pré                                                                      |
| Fours à chaux de Vendenesse-lès-Charolles                                                             | Vendenesse-lès-Charolles             |                                                 | 46° 25′ 55″ nord, 4° 18′ 48″ est                | « PA00125334 »                                  | Classé                                          | 1998                                            | Image manquante Téléverser                                                                            |
| Menhir de Chancerons                                                                                  | Vergisson                            |                                                 | 46° 18′ 12″ nord, 4° 42′ 53″ est                | « PA00113523 »                                  | Classé                                          | 1958                                            | Menhir de Chancerons                                                                                  |
| Château du Terreau                                                                                    | Verosvres                            |                                                 | 46° 24′ 30″ nord, 4° 26′ 23″ est                | « PA00113524 »                                  | Inscrit                                         | 1984                                            | Château du Terreau                                                                                    |
| Église Saint-Felix de Vers                                                                            | Vers                                 |                                                 | 46° 34′ 54″ nord, 4° 51′ 12″ est                | « PA00113525 »                                  | Inscrit                                         | 1987                                            | Église Saint-Felix de Vers                                                                            |
| Chapelle Saint-Criat de Verchizeuil                                                                   | Verzé                                |                                                 | 46° 22′ 35″ nord, 4° 46′ 03″ est                | « PA00113526 »                                  | Inscrit                                         | 1927                                            | Chapelle Saint-Criat de Verchizeuil                                                                   |
| Prieuré du Villars                                                                                    | Le Villars                           |                                                 | 46° 31′ 50″ nord, 4° 55′ 52″ est                | « PA00113527 »                                  | Classé                                          | 1941                                            | Prieuré du Villars                                                                                    |
| Château d'Arcy                                                                                        | Vindecy                              |                                                 | 46° 20′ 20″ nord, 4° 00′ 34″ est                | « PA00113528 »                                  | Inscrit                                         | 1983                                            | Château d'Arcy                                                                                        |
| Église Notre-Dame de La Vineuse                                                                       | La Vineuse sur Fregande              | La Vineuse                                      | 46° 28′ 19″ nord, 4° 35′ 49″ est                | « PA00113529 »                                  | Inscrit                                         | 1927                                            | Église Notre-Dame de La Vineuse                                                                       |
| Église Saint-Denis de Massy                                                                           | La Vineuse sur Fregande              | Massy                                           | 46° 29′ 08″ nord, 4° 36′ 15″ est                | « PA00113350 »                                  | Classé                                          | 1991                                            | Église Saint-Denis de Massy                                                                           |
| Domaine du château de Layé et du Vieux-Château de Vinzelles (Château de Layé et Château de Vinzelles) | Vinzelles                            |                                                 | 46° 16′ 11″ nord, 4° 45′ 43″ est                | « PA00113530 »                                  | Inscrit                                         | 2003                                            | Domaine du château de Layé et du Vieux-Château de Vinzelles (Château de Layé et Château de Vinzelles) |
| Église Saint-Georges de Vinzelles                                                                     | Vinzelles                            |                                                 | 46° 16′ 17″ nord, 4° 46′ 05″ est                | « PA00113531 »                                  | Inscrit                                         | 1929                                            | Église Saint-Georges de Vinzelles                                                                     |
| Puits couvert de Vinzelles                                                                            | Vinzelles                            | Rue de l'Église                                 | 46° 16′ 16″ nord, 4° 46′ 01″ est                | « PA00113532 »                                  | Inscrit                                         | 1928                                            | Puits couvert de Vinzelles                                                                            |
| Église de l'Assomption de Vitry-sur-Loire                                                             | Vitry-sur-Loire                      |                                                 | 46° 40′ 54″ nord, 3° 42′ 15″ est                | « PA00113533 »                                  | Inscrit                                         | 1936                                            | Église de l'Assomption de Vitry-sur-Loire                                                             |
| Château de Cypierre                                                                                   | Volesvres                            |                                                 | 46° 27′ 36″ nord, 4° 11′ 34″ est                | « PA00113534 »                                  | Inscrit                                         | 1985                                            | Château de Cypierre                                                                                   |

## Anciens monuments historiques
| Monument          | Commune | Adresse | Coordonnées                      | Notice         | Protection                                          | Date | Illustration               |
| ----------------- | ------- | ------- | -------------------------------- | -------------- | --------------------------------------------------- | ---- | -------------------------- |
| Château du Vernay | Mazille |         | 46° 23′ 37″ nord, 4° 35′ 37″ est | « PA71000034 » | Inscription abrogée par arrêté du 1er juillet 2013. | 2002 | Image manquante Téléverser |